# Münchnerau
Die Münchnerau ist der westlichste sowie auch der sich am weitesten nach Süden erstreckende der 11 Stadtteile von Landshut, der Hauptstadt Niederbayerns. Bis 1972 bildete Münchnerau eine selbstständige Gemeinde, mit Sitz im gleichnamigen Kirchdorf Münchnerau.

## Geographische Lage
Der Stadtteil Münchnerau hat eine Fläche von 13,8 km². Die namensgleiche und weitgehend deckungsgleiche Gemarkung Münchnerau misst 15,51 km². Die Gemeinde Münchnerau hatte zum Zeitpunkt der Volkszählung 1961 eine Fläche von 12,92 km². Geographisch wird das Gebiet im Süden durch die Isar von der Gemeinde Eching getrennt, im Norden grenzt es an die Gemeinden Bruckberg und Altdorf. Einige Bereiche des Stadtteils sind − als einzige größere Fläche des Stadtgebiets − hochwassergefährdet, weil das Hochwasserschutzsystem der Stadt (insbesondere die Flutmulde Landshut) erst am östlichen Ende des Stadtteils von der Isar abzweigt. Der durch die A 92 im Westen und die Flutmulde im Osten begrenzte Hauptsiedlungsraum wird vom Klötzlmühlbach durchzogen.
Die Gemeinde Münchnerau umfasste neben dem gleichnamigen Dorf noch zehn weitere Ortsteile, nämlich die Dörfer Siebensee, Gündlkoferau und Buchenthal, die Weiler Ellermühle, Peterreuth, Wampelmühle, Feichtmaier und Neubau, sowie die Einöden Echingerhof und Waas.

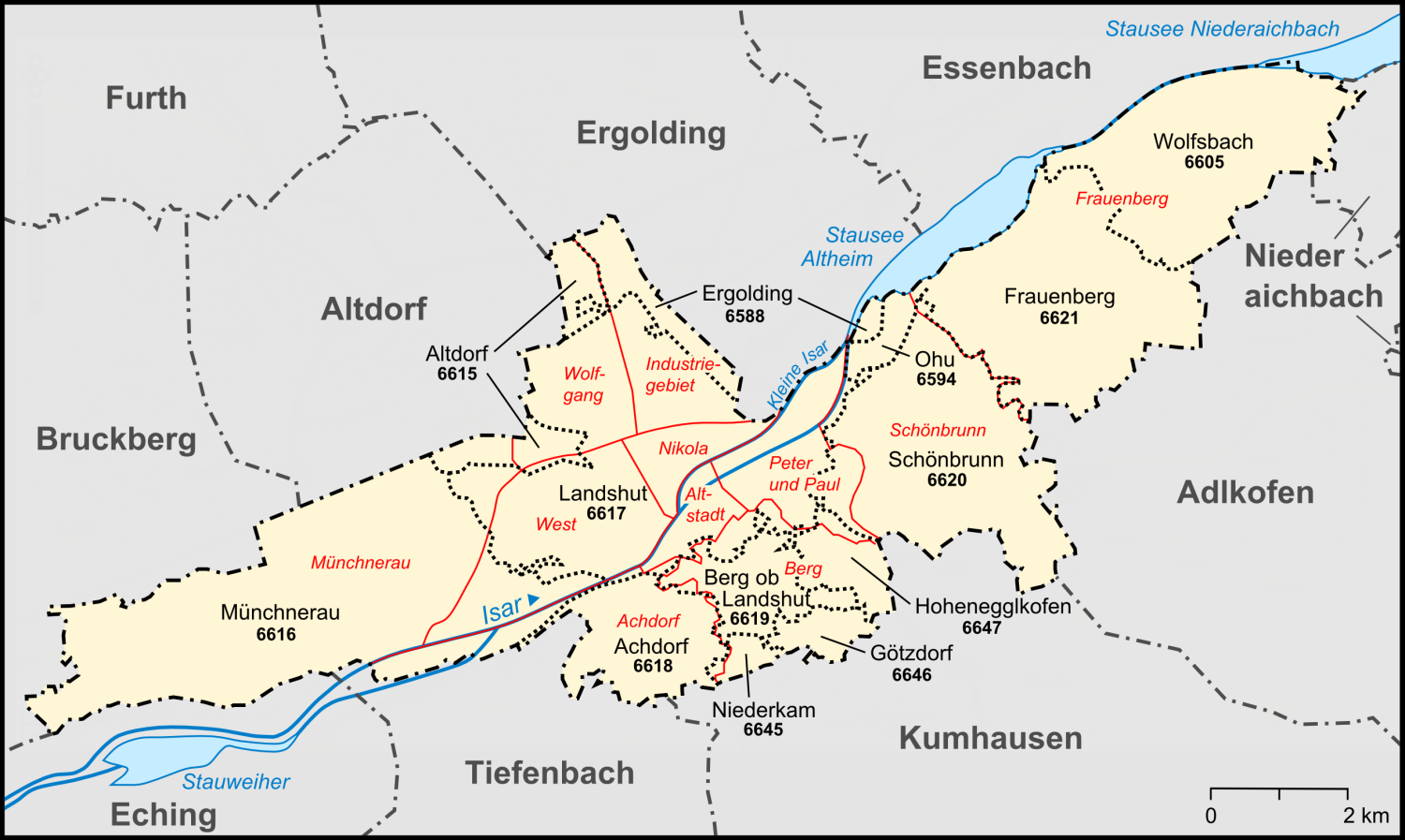
Die Stadtteile (rot) und Gemarkungen von Landshut, mit der Münchnerau im Westen

## Demographie
Am Stichtag 31. Dezember 2005 lebten im Stadtteil Münchnerau 1.962 Menschen, das entspricht einer Bevölkerungsdichte von etwa 142 Menschen pro Quadratkilometer. Unter den Einwohnern befanden sich 992 Männer; 70 Männer und Frauen besaßen keine Deutsche Staatsangehörigkeit.

## Geschichte
In der Gegend der heutigen Münchnerau (Mönche in der Au) ließen sich Benediktinermönche aus Regensburg nieder. Aus der Mönchsseelsorge entwickelte sich um 750 die Urpfarrei Eugenbach, die annähernd bis Furth, Neuhausen und Oberglaim reichte. Münchnerau gehörte spätestens seit dem 13. Jahrhundert zu den Gütern des Hochstift Regensburg und seiner Hofmark Eugenbach. Im Zuge der Verwaltungsreformen in Bayern entstand mit dem Gemeindeedikt von 1818 die Gemeinde Münchnerau. Am 1. Januar 1972 wurde die Gemeinde in die kreisfreie Stadt Landshut eingemeindet.

## Vereine
In Münchnerau gibt es mehrere Vereine:
- Freiwillige Feuerwehr Münchnerau
- SV Landshut-Münchnerau e. V.
- Frauenverband Münchnerau e. V.
- Sportförderkreis Münchnerau e. V.
- Kindergarten- und Jugendverein Münchnerau e. V.

Ein großer Sportplatz mit einem Basketballplatz, einem Bolzplatz und einem Streethockeyplatz bietet den Kindern und Jugendlichen Möglichkeiten zur sportlichen Betätigung.
Das Sportplatzfest zieht jedes Jahr viele Einwohner der Münchnerau auf das Sportplatzgelände.
Im Herbst findet das Münchnerauer Weinfest statt, das der Sportförderkreis organisiert.

## Wirtschaft
Ein hoher Prozentsatz der Einwohner sind im Primären Sektor beschäftigt. In der Münchnerau wurde seitens der Stadt eines der größten Industrie- und Gewerbegebiete Landshuts ausgewiesen.
In der historischen Ortschaft existieren lediglich kleinere Geschäfte, die den täglichen Bedarf der Einwohner erfüllen, eine Zweigstelle der Sparkasse Landshut sowie weitere Dienstleister.
Zurzeit befinden sich mehrere Objekte im Bau, die die Münchnerau als Wirtschaftsstandort attraktiver machen sollen. Ein im Frühjahr 2010 eröffnetes Einkaufszentrum mit rund 35 Fachgeschäften im Gewerbegebiet Münchnerau heißt „Landshut Park“.
2019 wurde mit der Tögingerstraße im Gewerbegebiet Raum erschlossen, wodurch sich mehrere Firmen wieder für dieses Gebiet gesondert interessierten.

## Kultur und Sehenswürdigkeiten
- Filialkirche St. Peter. Die spätromanische Chorturmanlage des 12./13. Jahrhunderts wurde in der Barockzeit teilweise verändert. Die Kanzel mit den Figuren der Evangelisten stammt aus der Zeit um 1720, die drei Altäre kamen um 1750 in die Kirche.
- Liste der Baudenkmäler in Landshut-Münchnerau